# Danh sách di sản thế giới tại Nga
Dưới đây là Danh sách các Di sản thế giới tại Liên bang Nga (bao gồm cả phần thuộc châu Á và châu Âu). Tính đến hết năm 2023, Liên bang Nga đã có 31 di sản thế giới được UNESCO công nhận, trong đó có 20 di sản văn hóa và 11 di sản tự nhiên.
Sau khi sáp nhập Krym vào năm 2014, thành phố cổ Thành phố cổ của Tauric Chersonese và Chora của nó hiện nằm trong phần lãnh thổ do Nga kiểm soát. Chính quyền Liên bang Nga coi đây là di sản thế giới thuộc lãnh thổ Liên bang Nga, tuy nhiên UNESCO vẫn xếp nó là một Di sản thế giới của Ukraina.
Ba di sản thế giới đầu tiên tại Nga được công nhận vào năm 1990 là Trung tâm lịch sử của Saint-Peterburg, Kizhi Pogost, Moskva Kremli và Quảng trường Đỏ. Nga có 4 di sản chung với các quốc gia khác là Vòng cung trắc đạc Struve chung với Belarus,Estonia,Phần Lan,Latvia,Lithuania,Moldova,Na Uy,Thụy Điển,Ucraina, Mũi đất Kursh chung với Lithuania), còn Phong cảnh Dauria và Hồ Uvs là hai di sản chung với Mông Cổ. Địa điểm mới nhất được công nhận là Phong cảnh Dauria và Nhà thờ chính tòa Lễ thăng thiên của Đức Mẹ Đồng Trinh và Tu viện của Thị trấn đảo Sviyazhsk được công nhận vào năm 2017.

## Danh sách
Dưới đây là bảng thông tin về các Di sản thế giới
Tên: theo danh sách của Ủy ban Di sản thế giới.
Vị trí: thành phố (xung quanh hoặc gần nhất nếu có), chủ thể liên bang, tọa độ
Thời kỳ: Khoảng thời gian có ý nghĩa, xây dựng
Mô tả: Mô tả ngắn gọn về địa điểm
Năm công nhận: Năm được công nhận
Tiêu chí: Tiêu chí của Di sản thế giới được công nhận
Số tham chiếu: Số tham chiếu của UNESCO
| Tên                                                                                          | Hình ảnh | Vị trí                                                                                       | Năm công nhận | Tiêu chí         | Số tham chiếu | Thời kỳ      | Mô tả |
| Tự nhiên                                                                                     | Tự nhiên | Tự nhiên                                                                                     | Tự nhiên      | Tự nhiên         | Tự nhiên      | Tự nhiên     | Tự nhiên |
| -------------------------------------------------------------------------------------------- | -------- | -------------------------------------------------------------------------------------------- | ------------- | ---------------- | ------------- | ------------ | --- |
| Rừng nguyên sinh Komi                                                                        |          | Cộng hòa Komi 65°4′0″B 60°9′0″Đ / 65,06667°B 60,15°Đ                                         | 1995          | vii, ix          | 719           | –            | Rừng nguyên sinh Komi bao gồm 3,28 triệu ha của vùng lãnh nguyên và lãnh nguyên núi đá của dãy Ural, cũng như một trong những khu vực rộng lớn nhất của rừng thực vật nguyên sinh còn sót lại ở châu Âu. Khu vực rộng lớn của các loài thông, dương, bạch dương, than bùn, sông ngòi và hồ tự nhiên đã được theo dõi và nghiên cứu trong hơn 50 năm. Nó cung cấp bằng chứng có giá trị về các quá trình tự nhiên ảnh hưởng đến đa dạng sinh học ở vùng Tajga. |
| Hồ Baikal                                                                                    |          | Irkutsk và Buryatia 53°10′25″B 107°39′45″Đ / 53,17361°B 107,6625°Đ                           | 1996          | vii, viii, ix, x | 754           | –            | Nằm ở đông nam Siberi, Hồ Baikal có diện tích rộng 3,15 triệu ha là hồ lâu đời nhất (25 triệu năm) và sâu nhất (1.700 mét) trên thế giới. Nó chứa 20% tổng trữ lượng nước ngọt chưa được khai thác của toàn thế giới. Được biết đến như là "Galapagos của Nga", độ tuổi và sự cô lập của nó đã tạo ra một trong những hệ động vật nước ngọt phong phú nhất và hiếm nhất thế giới, có giá trị đặc biệt đối với khoa học tiến hóa. |
| Các núi lửa của Kamchatka                                                                    |          | Kamchatka Krai 56°20′0″B 158°30′0″Đ / 56,33333°B 158,5°Đ                                     | 1996          | vii, viii, ix, x | 765           | –            | Đây là một trong những vùng núi lửa nổi bật nhất trên thế giới, với mật độ cao của núi lửa đang hoạt động, nhiều dạng khác nhau, và một loạt các tính năng liên quan. Sáu địa điểm nằm trong nhóm chỉ định nối tiếp cùng với phần lớn các núi lửa của bán đảo Kamchatka. Sự tương tác của núi lửa hoạt động và sông băng tạo thành một cảnh quan ấn tượng với vẻ đẹp tuyệt vời. Ngoài ra, đây là nơi có sự đa dạng loài tuyệt vời, bao gồm Cá hồi nổi tiếng nhất thế giới cùng mật độ rong biển và hai loài bị đe dọa toàn cầu là gấu nâu và đại bàng biển Steller. |
| Các ngọn núi vàng của dãy Altay                                                              |          | Cộng hòa Altai 50°28′0″B 86°0′0″Đ / 50,46667°B 86°Đ                                          | 1998          | x                | 768           | –            | Dãy núi Altay ở miền nam Siberi là dãy núi chính ở khu vực sinh học phía Tây Siberi và là thượng nguồn của những con sông lớn nhất của nó là Ob và Irtysh. Ba khu vực riêng biệt được ghi vào danh sách di sản thế giới là Altaisky Zapovednik và vùng đệm xung quanh Hồ Teletskoye; Katunsky Zapovednik và vùng đệm xung quanh núi Belukha; và Ukok Quiet Zone trên cao nguyên Ukok. Tổng diện tích bao phủ 1.611.457 ha. Khu vực đại diện cho dãy núi hoàn hảo nhất của các loài thực vật bậc cao ở trung tâm Siberi, từ thảo nguyên, rừng, rừng hỗn giao. Khu vực này cũng là môi trường sống quan trọng của các loài động vật có nguy cơ tuyệt chủng như báo tuyết. |
| Tây Kavkaz                                                                                   |          | Krasnodar Krai và Adygea 44°0′0″B 40°0′0″Đ / 44°B 40°Đ                                       | 1999          | ix, x            | 900           | –            | Trải dài trên 275.000 ha ở cực tây của dãy núi Kavkaz và nằm cách Biển Đen 50 km về phía đông bắc, đây là một trong những khu vực núi non lớn của Châu Âu chưa bị ảnh hưởng đáng kể bởi con người. Các đồng cỏ ở vùng đất lãnh nguyên, thảo nguyên của nó chỉ được chăn thả bằng các động vật hoang dã, và các khu rừng trải dài từ vùng núi cho đến đồng bằng đến vùng thảo nguyên là duy nhất ở châu Âu. Khu vực này có nhiều hệ sinh thái đa dạng, với các loài thực vật đặc hữu và động vật hoang dã quan trọng, trong đó có loài bò rừng châu Âu. |
| Trung Sikhote-Alin                                                                           |          | Primorsky Krai 45°20′0″B 136°10′0″Đ / 45,33333°B 136,16667°Đ                                 | 2001          | x                | 766           | –            | Dãy núi Sikhote-Alin có một rừng ôn đới giàu nhất và không bình thường nhất trên thế giới. Trong vùng hỗn hợp giữa taiga và vùng cận nhiệt đới, trong khi ở phía nam là sự xuất hiện của các loài như hổ và gấu Himalaya thì phía bắc lại là nhà của gấu nâu và linh miêu. Khu vực trải dài từ đỉnh núi Sikhote-Alin tới biển Nhật Bản khiến nó là nơi trú ẩn rất quan trọng cho sự tồn tại của nhiều loài nguy cấp như hổ Amur. |
| Lưu vực Hồ Uvs                                                                               |          | Tuva 50°16′30″B 92°43′11″Đ / 50,275°B 92,71972°Đ                                             | 2003          | ix, x            | 769           | –            | Lưu vực Uvs rộng 1.068.853 ha, là cực bắc của các lưu vực kín của Trung Á. Tên của nó được lấy từ tên của hồ Uvs, một hồ nước nội lục rộng, nông và rất mặn, rất quan trọng đối với các loài chim di trú, chim mặt nước và chim biển. Khu vực này bao gồm mười hai khu vực được bảo vệ đại diện cho các sinh vật chính của vùng Đông Âu. Hệ sinh thái thảo nguyên hỗ trợ sự đa dạng phong phú của các loài chim và sa mạc là nơi sinh sống của một số loài Chuột nhảy gerbil, Chuột nhảy Jerboa và bồ câu đá. Những ngọn núi này là nơi ẩn náu quan trọng cho loài báo tuyết nguy cấp trên toàn cầu, cừu núi và dê núi Siberia. |
| Hệ thống tự nhiên của Khu bảo tồn Đảo Wrangel                                                |          | Khu tự trị Chukotka 71°11′20″B 179°42′55″T / 71,18889°B 179,71528°T                          | 2004          | ix, x            | 1023          | –            | Nằm ở trên Vòng Bắc cực, vị trí này bao gồm đảo Wrangel (rộng 7.608 km vuông), đảo Herald (11 km vuông) và vùng nước xung quanh. Wrangel đã không băng hà trong thời đại Đệ tứ, dẫn đến mức độ đa dạng sinh học cao đặc biệt cho khu vực này. Hòn đảo này tự hào có số lượng cá voi Thái Bình Dương lớn nhất thế giới và mật độ dày đặc nhất của gấu Bắc Cực. Đây là nơi tìm kiếm thức ăn của cá voi xám di cư từ Mexico và vùng làm tổ ở cực bắc của 100 loài chim di cư, trong đó có nhiều loài nguy cấp. Hiện tại, hòn đảo có 23 loài đặc hữu, 417 loài và phân loài của các loài thực vật có mạch đã được xác định trên đảo, gấp đôi so với bất kỳ lãnh thổ Bắc cực nào khác có kích cỡ tương đương và nhiều hơn bất kỳ đảo ở Cực bắc nào khác. Một số loài có nguồn gốc từ các lục địa khác, là kết quả của sự lai tạp gần đây.                                                                        |
| Cao nguyên Putorana                                                                          |          | Krasnoyarsk Krai 69°2′49″B 94°9′29″Đ / 69,04694°B 94,15806°Đ                                 | 2010          | vii, ix          | 1234          | –            | Địa điểm này trùng với khu vực của Khu bảo tồn thiên nhiên Putoransky, và nằm ở trung tâm của Cao nguyên Putorana ở Bắc Siberi. Nó nằm cách Bắc cực khoảng 100 km về phía Bắc. Một phần của cao nguyên được ghi trong Danh sách Di sản thế giới chứa một hệ thống hệ thống dãy núi bị cô lập ở cực bắc, bao gồm cả dãy núi nguyên sinh, rừng nhiệt đới, sa mạc, cũng như các hệ thống sông hồ. Một con đường tuần lộc di chuyển lớn băng qua khu vực này tạo ra một hiện tượng thiên nhiên đặc biệt. |
| Công viên cột thiên nhiên Lena                                                               |          | Cộng hòa Sakha 60°40′0″B 127°0′0″Đ / 60,66667°B 127°Đ                                        | 2012          | viii             | 1299          | –            | Công viên cột thiên nhiên Lena được đánh dấu bởi các cột đá hùng vĩ có độ cao khoảng 100 mét dọc theo bờ sông Lena ở phần trung tâm của Cộng hòa Saka (Yakutia). Chúng được hình thành bởi khí hậu khắc nghiệt của lục địa với nhiệt độ hàng năm gần 100 Độ Celsius (từ -60 °C vào mùa đông đến 40 °C vào mùa hè). Các trụ cột tạo thành các cột đá cách nhau bởi các rãnh nước sâu. Sự xâm nhập của nước từ bề mặt đã tạo điều kiện cho các quá trình đóng băng và tan băng. Khu vực này cũng chứa đựng nhiều di tích hóa thạch Cambri của nhiều loài, trong đó có một số loài là duy nhất. |
| Mông Cổ Dauria                                                                               |          | Zabaykalsky Krai                                                                             | 2017          | ix, x            | 1448rev       | -            | Cảnh quan Dauria là di sản nằm ở Nga và Mông Cổ. Phần thuộc lãnh thổ Nga là Khu bảo tồn thiên nhiên Daursky, một khu bảo tồn thiên nhiên gần biên giới với Mông Cổ là vùng thảo nguyên khô và vùng đất ngập nước ở Nam Siberi có vai trò quan trọng đặc biệt cho nhiều loài động thực vật. Đây là khu vực tự nhiên nhỏ của Ngoại Baikal có diện tích 208.600 ha. Vùng trung tâm của nó bao quanh hai hồ nước Barun-Torey và Zun-Torey. Khu bảo tồn này có 48 loài thú, 317 loài chim, 3 loài bò sát, 3 loài lưỡng cư và 4 loài cá. |
| Văn hóa                                                                                      |          |                                                                                              |               |                  |               |              | |
| Trung tâm lịch sử của Saint-Peterburg và nhóm các di tích liên quan                          |          | Saint Petersburg 59°57′0″B 30°19′6″Đ / 59,95°B 30,31833°Đ                                    | 1990          | i, ii, iv, vi    | 540           | Từ thế kỷ 18 | "Venice của phương Bắc" là biệt danh của thành phố, với nhiều kênh rạch và hơn 400 cây cầu, là kết quả của một dự án đô thị khổng lồ bắt đầu năm 1703 dưới thời Phêrô Đại Đế. Sau này được biết đến với tên gọi là Leningrad (Liên Xô cũ), thành phố có liên quan chặt chẽ với Cách mạng tháng Mười Nga vĩ đại. Di sản kiến trúc của nó hòa hợp các phong cách Baroque và tân cổ điển, như Tòa nhà Hải quân, Cung điện Mùa đông, Cung điện Pavlovsk và Bảo tàng Ermitazh. |
| Kizhi Pogost                                                                                 |          | Cộng hòa Karelia 62°4′17″B 35°13′39″Đ / 62,07139°B 35,2275°Đ                                 | 1990          | i, iv, v         | 544           | Thế kỷ 18–19 | Kizhi Pogost nằm trên một trong nhiều hòn đảo trong hồ Onega, ở Cộng hòa Karelia. Hai nhà thờ bằng gỗ thế kỷ 18, và một tháp chuông bát giác cũng bằng gỗ được xây dựng năm 1862. Những công trình bất thường này đã được các thợ mộc tạo ra trở thành một kiến trúc gỗ vô cùng độc đáo, hòa hợp với cảnh quan xung quanh. |
| Điện Kremlin và Quảng trường Đỏ                                                              |          | Moskva 55°44′45″B 37°37′47″Đ / 55,74583°B 37,62972°Đ                                         | 1990          | i, ii, iv, vi    | 545           | Thế kỷ 14–20 | Liên quan đến tất cả các sự kiện lịch sử và chính trị quan trọng nhất ở Nga kể từ thế kỷ 13 đến nay, Điện Kremlin được xây dựng giữa thế kỷ 14 và 17 bởi các kiến trúc sư nổi tiếng của Nga và nước ngoài là nơi trú ngụ của Thái tử và cũng là trung tâm tôn giáo. Ở dưới chân tường của nó, trên Quảng trường Đỏ là Nhà thờ chính tòa Thánh Vasily, một trong những tượng đài đẹp nhất của Nga, cùng Lăng Lênin,nơi an nghỉ của một trong những vĩ nhân của thế giới, Vladimir Ilyich Lenin. |
| Các di tích lịch sử Novgorod và khu vực xung quanh                                           |          | Novgorod 58°32′0″B 31°17′0″Đ / 58,53333°B 31,28333°Đ                                         | 1992          | ii, iv, vi       | 604           | Thế kỷ 11–17 | Nằm trên con đường thương mại cổ giữa Trung Á và Bắc Âu, Novgorod là thủ đô đầu tiên của Nga vào thế kỷ thứ 9. Được bao quanh bởi các nhà thờ và tu viện, nó là một trung tâm cho tinh thần Chính thống cũng như kiến trúc Nga. Các tượng đài thời Trung cổ của nó và các bức tranh tường của Theophanes Hy Lạp (thầy của Andrei Rublev) trong thế kỷ 14 đã minh hoạ cho sự phát triển của kiến trúc và sự sáng tạo văn hoá đáng chú ý của nó. |
| Quần thể Văn hóa và Lịch sử trên Quần đảo Solovetsky                                         |          | Quần đảo Solovetsky, Arkhangelsk 65°5′0″B 35°40′0″Đ / 65,08333°B 35,66667°Đ                  | 1992          | iv               | 632           | Thế kỷ 16-17 | Quần đảo Solovetsky bao gồm sáu hòn đảo ở phía tây của Biển Trắng, với diện tích 300 km vuông. Nơi đây đã có người ở từ thế kỷ thứ 5 trước Công nguyên và có những dấu vết quan trọng về sự hiện diện của con người từ thiên niên kỷ thứ 5 TCN có thể được tìm thấy ở đó. Quần đảo này là nơi diễn ra hoạt động truyền giáo kể từ thế kỷ 15, và có một số nhà thờ từ thế kỷ 16 đến thế kỷ 19. |
| Đài tưởng niệm Trắng tại Vladimir và Suzdal                                                  |          | Vladimir 56°9′0″B 40°25′0″Đ / 56,15°B 40,41667°Đ 56°25′0″B 40°26′0″Đ / 56,41667°B 40,43333°Đ | 1992          | i, ii, iv        | 633           | Thế kỷ 12–13 | Hai trung tâm nghệ thuật ở trung tâm Nga giữ một vị trí quan trọng trong lịch sử kiến trúc của đất nước. Có nhiều tòa nhà công cộng và tôn giáo nổi tiếng thế kỷ 12 và 13, trên tất cả là kiệt tác Nhà thờ Thánh Demetrius và Nhà thờ Đức Mẹ Lên Trời, Vladimir. |
| Quần thể kiến trúc Trinity Sergius Lavra                                                     |          | Sergiyev Posad, Moskva 56°18′37,26″B 38°7′52,32″Đ / 56,3°B 38,11667°Đ                        | 1993          | ii, iv           | 657           | Thế kỷ 15    | TĐây là một ví dụ điển hình về một tu viện Chính Thống Nga còn hoạt động, với các đặc điểm điển hình của kiến trúc thế kỷ 15 đến 18. Nhà thờ chính của Lavra, Vương cung thánh đường Đức Mẹ Đồng Trinh là nơi chứa mộ của Boris Godunov. Trong số các kho báu của Lavra là biểu tượng nổi tiếng The Trinity được vẽ bởi Andrei Rublev. |
| Nhà thờ Thăng thiên, Kolomenskoye                                                            |          | Kolomenskoye, Moskva 55°39′20″B 37°40′26″Đ / 55,65556°B 37,67389°Đ                           | 1994          | ii               | 634           | Thế kỷ 16    | Nhà thờ Thăng thiên Kolomenskoye được xây dựng vào năm 1532 tại dinh thự của đế chế Kolomenskoye, để chào mừng sự ra đời của hoàng tử, người đã trở thành Sa hoàng Ivan IV của Nga. Nó là một trong những ví dụ đầu tiên của một nhà thờ lợp mái bằng gỗ truyền thống trên một cấu trúc bằng đá và gạch, có ảnh hưởng lớn đến sự phát triển của kiến trúc Giáo hội Nga. |
| Quần thể Lịch sử và Kiến trúc của Kazan Kremli                                               |          | Kazan, Tatarstan 55°47′28″B 49°5′42″Đ / 55,79111°B 49,095°Đ                                  | 2000          | ii, iii, iv      | 980           | Từ thế kỷ 16 | Được xây dựng trên một địa điểm cổ kính, Kazan Kremlin xuất phát từ thời Hồi giáo của Hãn quốc Kim Trướng và Hãn quốc Kazan. Nó bị chinh phục bởi Ivan IV của Nga vào năm 1552 và trở thành Nhà thờ Giáo hội của vùng châu thổ sông Volga. Đây là pháo đài của người Tatar duy nhất còn sót lại ở Nga và một địa điểm quan trọng của cuộc hành hương, Kremlin Kazan bao gồm một nhóm các tòa nhà lịch sử nổi bật từ thế kỉ 16 đến 19, kết hợp các di vật của các cấu trúc trước đó của có từ thế kỷ 10 đến 16. |
| Quần thể Tu viện Ferapontov                                                                  |          | Vologda 59°57′0″B 38°34′0″Đ / 59,95°B 38,56667°Đ                                             | 2000          | i, iv            | 982           | Thế kỷ 15-17 | Tu viện Ferapontov thuộc vùng Vologda ở miền bắc nước Nga, là một ví dụ điển hình hoàn chỉnh về một khu phức hợp tu viện Chính thống Nga của thế kỷ 15-17, giai đoạn có ý nghĩa quan trọng trong sự phát triển của nhà nước thống nhất và văn hoá Nga. Kiến trúc của tu viện nổi bật với sự sáng tạo và thanh tịnh của nó. Nội thất được trang trí bằng những bức tranh tường tráng lệ của Dionisius, nghệ sĩ Nga vĩ đại nhất vào cuối thế kỷ 15. |
| Mũi đất Kursh                                                                                |          | Kaliningrad Oblast 55°16′28,488″B 20°57′44,604″Đ / 55,26667°B 20,95°Đ                        | 2000          | v                | 994           | Thế kỷ 19    | Nơi ở của con người trên bán đảo cát dài 98 km và rộng 0,4–4 km có từ thời tiền sử. Trong suốt thời kỳ này, nó đã bị đe dọa bởi các thế lực tự nhiên từ gió và sóng biển. Sự tồn tại của nó cho đến ngày nay chỉ có thể thực hiện được nhờ nỗ lực không ngừng của con người để chống lại sự xói mòn của mũi đất, được minh hoạ mạnh mẽ bằng việc tiếp tục các dự án ổn định và tái trồng rừng. |
| Thành lũy, thành cổ và các tòa nhà của Derbent                                               |          | Derbent, Dagestan 42°3′10,7″B 48°17′49,9″Đ / 42,05°B 48,28333°Đ                              | 2003          | iii, iv          | 1070          | Thế kỷ thứ 6 | Thành lũy, thành cổ và các tòa nhà của Derbent là một phần của tuyến phòng thủ phía bắc của Sassanid, mở rộng về phía đông và phía tây của Biển Caspi. Khu bảo tồn được xây dựng bằng đá, bao gồm hai bức tường song song tạo thành một hàng rào từ bờ biển lên núi. Thị trấn của Derbent được xây dựng giữa hai bức tường này, và đã giữ lại một phần từ thời Trung cổ. Khu vực tiếp tục có tầm quan trọng chiến lược cho đến thế kỷ 19. |
| Quần thể Tu viện Novodevichy                                                                 |          | Moskva 55°43′34″B 37°33′18,3″Đ / 55,72611°B 37,55°Đ                                          | 2004          | i, iv, vi        | 1097          | Thế kỷ 16-17 | Tu viện Novodevichy ở tây nam Moskva, được xây dựng vào thế kỷ 16 và 17 theo phong cách Baroque của Moskva, là một phần của một chuỗi các tổ chức tu viện được lồng ghép vào hệ thống phòng thủ của thành phố. Tu viện này liên quan trực tiếp đến lịch sử, chính trị, văn hoá và tôn giáo của Nga, và liên quan chặt chẽ đến điện Kremlin Mosvka. Nó được sử dụng bởi những người phụ nữ trong gia tộc Sa hoàng và tầng lớp quý tộc. Các thành viên trong gia đình và đoàn tùy tùng của Sa hoàng đã được chôn cất trong nghĩa trang. Nhà thờ cung cấp một ví dụ về những thành tựu cao nhất của kiến trúc Nga với nội thất phong phú và một bộ sưu tập các bức tranh và đồ tạo tác quan trọng. |
| Trung tâm Lịch sử của thành phố Yaroslavl                                                    |          | Yaroslavl, Yaroslavl Oblast 57°39′10″B 39°52′34″Đ / 57,65278°B 39,87611°Đ                    | 2005          | ii, iv           | 1170          | Từ thế kỷ 16 | Nằm ở thượng nguồn dòng sông Volga và Kotorosl cách thành phố Moskva khoảng 250 km về phía đông, thành phố Yaroslavl lịch sử đã phát triển thành một trung tâm thương mại lớn từ thế kỷ 11. Thành phố nổi tiếng với nhiều nhà thờ thế kỷ 17 và là một ví dụ nổi bật về cải cách quy hoạch đô thị của Catherine Đại đế vào năm 1763. Trong khi vẫn duy trì một số công trình lịch sử quan trọng, thành phố được tân trang lại theo phong cách tân cổ điển trên một quy hoạch đô thị xuyên tâm. Nó cũng giữ các yếu tố từ thế kỷ 16 trong đó có Tu viện Spassky, một trong những công trình lâu đời nhất ở vùng Thượng Volga, được xây dựng trên địa điểm của một ngôi đền ngoại đạo vào cuối thế kỷ 12 nhưng được tái tạo theo thời gian. |
| Vòng cung trắc đạc Struve                                                                    |          | Gogland, Leningrad Oblast 60°5′7″B 26°57′40″Đ / 60,08528°B 26,96111°Đ                        | 2005          | ii, iii, vi      | 1187          | Thế kỷ 19    | Vòng cung trắc đạc Struve là một chuỗi các mốc trắc đạc trải dài từ Hammerfest ở Na Uy đến Biển Đen, thông qua 10 quốc gia và dài hơn 2.820 km. Đây là những điểm của một cuộc trắc đạ, được thực hiện giữa năm 1816 và 1855 bởi nhà thiên văn Friedrich Georg Wilhelm Struve, đại diện cho phép đo chính xác đầu tiên một đoạn dài của một kinh tuyến. Điều này đã giúp xác định kích thước chính xác và hình dạng của hành tinh và đánh dấu một bước quan trọng trong sự phát triển của khoa học Trái đất và lập bản đồ địa hình. Đây là một ví dụ phi thường về sự cộng tác khoa học giữa các nhà khoa học từ các quốc gia khác nhau, và sự hợp tác giữa các quốc vương vì mục đích khoa học. Hồ sơ ban đầu bao gồm 258 dấu mốc chính với 265 điểm trạm chính. Các địa điểm được liệt kê bao gồm 34 điểm trạm ban đầu, với các dấu mốc khác nhau, ví dụ như một lỗ khoan trong đá hay một đài thiên văn. |
| Tổ hợp Lịch sử và Khảo cổ học tại Bolgar                                                     |          | Tatarstan 54°58′44″B 49°03′23″Đ / 54,97889°B 49,05639°Đ                                      | 2014          | ii, iv           | 981           | Từ thế kỷ 13 | Quần thể này nằm trên bờ sông Volga, phía Nam của hợp lưu với sông Kama, và phía nam thủ đô của Tatarstan là thành phố Kazan. Nó chứa bằng chứng về thành phố thời Trung cổ của Bolghar, một khu định cư sớm của nền văn minh của Volga-Bolgars, tồn tại giữa thế kỷ thứ 7 và thế kỷ 15, và là thủ đô đầu tiên của Hãn quốc Kim Trướng trong thế kỷ 13. Bolghar đại diện cho việc trao đổi văn hoá lịch sử và biến đổi của Á-Âu trong nhiều thế kỷ đóng vai trò nòng cốt trong sự hình thành các nền văn minh, phong tục và truyền thống văn hóa. Nơi đây cung cấp bằng chứng đáng chú ý về tính liên tục của lịch sử và sự đa dạng văn hóa. Đó là một lời nhắc nhở mang tính biểu tượng về sự chấp nhận Hồi giáo của người Volga-Bolgar vào năm 922 sau Công nguyên và vẫn là một điểm đến hành hương thiêng liêng đối với người Hồi giáo Tatar.                                                           |
| Nhà thờ chính tòa Lễ thăng thiên của Đức Mẹ Đồng Trinh và Tu viện của Thị trấn đảo Sviyazhsk |          | Tatarstan 55°46′13″B 48°39′10″Đ / 55,77028°B 48,65278°Đ                                      | 2017          | ii, iv           | 1525          | Thế kỷ 16    | Nhà thờ chính tòa Lễ thăng thiên của Đức Mẹ Đồng Trinh nằm ở thị trấn đảo Sviyazhsk là một phần của tu viện cùng tên. Nằm ở ngã ba sông Volga, Sviyaga và Shchuka, tại ngã tư của Con đường tơ lụa và tuyến đường thương mại Volga, Sviyazhsk được thành lập bởi Ivan bạo chúa vào năm 1551. Chính từ tiền đồn này, ông đã khởi xướng cuộc chinh phạt Hãn quốc Kazan. Bức bích họa của nhà thờ là một trong những ví dụ hiếm hoi nhất về tranh tường chính thống Đông phương. |

## Di sản dự kiến
Tính đến hết năm 2017, Nga có 23 di sản dự kiến.
| Tên                                                                                           | Hình ảnh    | Vị trí | Thời kỳ                          | Năm công nhận | Tiêu chí               | Số tham chiếu |
| Thiên nhiên                                                                                   | Thiên nhiên | Thiên nhiên | Thiên nhiên                      | Thiên nhiên   | Thiên nhiên            | Thiên nhiên   |
| --------------------------------------------------------------------------------------------- | ----------- | --- | -------------------------------- | ------------- | ---------------------- | ------------- |
| Quần đảo Commander (Khu bảo tồn thiên nhiên Komandorsky)                                      |             | Kamchatka Krai 55°B 167°Đ / 55°B 167°Đ | –                                | 2005          | vii, viii, ix, x       | 1997          |
| Khu bảo tồn thiên nhiên Magadan (ru)                                                          |             | Magadan 61°25′B 141°0′Đ / 61,417°B 141°Đ | –                                | 2005          | vii, viii, ix, x       | 1998          |
| Krasnoyarsk Stolby (ru)                                                                       |             | Krasnoyarsk Krai 55°57′40″B 92°48′25″Đ / 55,96111°B 92,80694°Đ | –                                | 2007          | vii, viii, ix, x       | 5113          |
| Bãi lầy lớn Vasyugan                                                                          |             | Tomsk, Novosibirsk Oblast, Omsk Oblast 56°58′51″B 79°41′24″Đ / 56,98083°B 79,69°Đ                                                                                   | –                                | 2007          | vii, viii, ix, x       | 5114          |
| Dãy núi Ilmensky (ru)                                                                         |             | Chelyabinsk 55°09′B 60°15′Đ / 55,15°B 60,25°Đ | –                                | 2008          | vi, vii, viii          | 5388          |
| Hỗn hợp                                                                                       |             | |                                  |               |                        |               |
| Quần đảo Valamo                                                                               |             | Karelia 61°23′20″B 30°56′49″Đ / 61,38889°B 30,94694°Đ | Thế kỷ 19                        | 1996          | Hỗn hợp                | 572           |
| Bashkir Ural (ru)                                                                             |             | Bashkortostan 53°08′30″B 57°00′30″Đ / 53,14167°B 57,00833°Đ | –                                | 2012          | i, iii, v, vi, viii, x | 5666          |
| Di ngôn của Hồ Kenozero                                                                       |             | Arkhangelsk 62°B 38°Đ / 62°B 38°Đ | –                                | 2014          | iii, iv, v, vi, vii    | 5922          |
| Văn hóa                                                                                       |             | |                                  |               |                        |               |
| Lịch sử và Văn hóa Jeyrakh–Assa Reservation                                                   |             | Ingushetia 42°49′B 44°40′Đ / 42,817°B 44,667°Đ | 5th century B. C. – 17th century | 1996          | văn hóa                | 569           |
| Khu phức hợp kiến trúc và lịch sử "Chỗ ẩn náu của Bá tước N. P. Cheremetev" (ru)              |             | Moskva 55°45′58″B 37°37′58″Đ / 55,76611°B 37,63278°Đ | Thế kỷ 17–18                     | 1996          | i, iii, vi             | 571           |
| Trung tâm lịch sử Irkutsk                                                                     |             | Irkutsk 52°18′B 104°17′Đ / 52,3°B 104,283°Đ | Từ thế kỷ 19                     | 1998          | văn hóa                | 1166          |
| Nhà thờ chính tòa Chúa Kitô Đấng Cứu Độ                                                       |             | Moskva 55°45′B 37°37′Đ / 55,75°B 37,617°Đ | 1994–1997                        | 1998          | ii, vi                 | 1168          |
| Rostov Kremli (ru)                                                                            |             | Yaroslavl 57°11′B 39°25′Đ / 57,183°B 39,417°Đ | Thế kỷ 17                        | 1998          | ii, iii, iv, vi        | 1185          |
| Trung tâm lịch sử Yeniseysk                                                                   |             | Krasnoyarsk Krai 58°37′23″B 92°09′16″Đ / 58,62306°B 92,15444°Đ | Từ thế kỷ 17                     | 2000          | ii, iii, iv            | 1460          |
| Nhà thờ Hoàng tử Dimitri "Trong máu" (ru)                                                     |             | Uglich, Yaroslavl 57°31′43″B 38°19′1″Đ / 57,52861°B 38,31694°Đ | Thế kỷ 17                        | 2001          | i, ii, iv              | 1518          |
| Đại Pskov                                                                                     |             | Pskov 57°49′34″B 28°19′36″Đ / 57,82611°B 28,32667°Đ | Từ thế kỷ 10                     | 2002          | i, ii, iv              | 1638          |
| Nghệ thuật đá của Sikachi-Alyan (ru)                                                          |             | Khabarovsk Krai 48°45′B 135°39′Đ / 48,75°B 135,65°Đ | 13,000 B. C. – 3,000 B. C.       | 2003          | văn hóa                | 1787          |
| Quần thể Kremli Astrakhan                                                                     |             | Astrakhan, Astrakhan 46°20′50″B 48°02′0″Đ / 46,34722°B 48,03333°Đ                                                                                                   | Thế kỷ 16–19                     | 2008          | ii, iii, iv            | 5368          |
| Di chỉ khảo cổ Tanais                                                                         |             | Rostov 47°16′14″B 39°20′39″Đ / 47,27056°B 39,34417°Đ | Thế kỷ 3 TCN – Thế kỷ 5 TCN      | 2009          | ii, iii, v             | 5422          |
| Kremli của Nga: Quần thể Kremli Astrakhan, Quần thể Kremli Uglich (ru), Quần thể Kremli Pskov |             | Astrakhan 46°20′50″B 48°02′0″Đ / 46,34722°B 48,03333°Đ, Yaroslavl 57°31′43″B 38°19′1″Đ / 57,52861°B 38,31694°Đ, Pskov 57°49′34″B 28°19′36″Đ / 57,82611°B 28,32667°Đ | Từ thế kỷ 10                     | 2010          | ii, iii, iv            | 5517          |
| Quần thể Công viên và Kiến trúc của "Sa hoàng của Nhà nước Estate Izmaylovo"                  |             | Moskva 55°47′31,88″B 37°45′40,31″Đ / 55,78333°B 37,75°Đ | Thế kỷ 17–19                     | 2011          | ii, iv                 | 5622          |

1. 1 2  Nhà thờ của Hoàng tử Dimitri "Trong máu" được gửi cả hai riêng biệt và như một phần của Kremli Uglich
2. 1 2  Kremli Pskov là một phần của di sản được đề cử Đại Pskov và cũng vừa là một phần của các Kremli của Nga
3. 1 2  Kremli Astrakhan vừa được đệ trình riêng và vừa chung cùng với các Kremlin của Nga

1. ↑  cùng với Mông Cổ
2. ↑  cùng với Mông Cổ
3. ↑  chung với Litva
4. ↑  cùng với Belarus, Estonia, Phần Lan, Latvia, Litva, Moldova, Na Uy, Thụy Điển, Ukraina